# Konstytucja Jugosławii (1974)
Konstytucja Jugosławii z 21 lutego 1974 roku – ustawa regulująca ustrój prawny Socjalistycznej Federacyjnej Republiki Jugosławii w latach 1974–1992.
Konstytucja Jugosławii z 1963 r. kładła duży nacisk na rolę samorządów gminnych. Kolejne poprawki do tej ustawy zwiększały jednak rolę władz poszczególnych republik związkowych Jugosławii, a zmniejszały rolę organów centralnych. W efekcie wśród przedstawicieli elit politycznych Jugosławii (w tym u przywódcy kraju Josipa Broz Tity) pojawiły się obawy, czy państwo nie rozpadnie się w wyniku postępującej liberalizacji i decentralizacji. Konsekwencją decyzji Tity były zmiany ustrojowe, które zalegalizowała nowa konstytucja z 21 lutego 1974 roku.
Na mocy konstytucji zreformowano ustrój samorządowy. Dokonano także zmian na szczytach władzy – utworzony w 1953 r. urząd prezydenta Jugosławii utrzymano, jednak tylko do śmierci Tity. Powołano nowy kolegialny organ centralny: Prezydium Socjalistycznej Federacyjnej Republiki Jugosławii, złożony z przedstawicieli republik i krajów autonomicznych Jugosławii. Przewodniczący Prezydium zmieniali się corocznie spośród jego członków. Po śmierci Tity w 1980 r. organ ten przejął kompetencje prezydenta. Celem tego zabiegu było zabezpieczenie państwa przed rozpadem, poprzez dochodzenie do konsensusu przez przedstawicieli różnych republik. Jednocześnie nowa konstytucja przewidywała prawo do secesji, było ono jednak odniesione do narodów, a nie republik, a ponadto nie opisano żadnych mechanizmów takiego działania. Zmieniono zasady wyborcze: zamiast bezpośrednich wyborów do ciał ustawodawczych, wprowadzono system pośredni (delegatów-elektorów wybierały m.in. związki zawodowe i organizacje społeczno-polityczne).
Konstytucja obowiązywała w Socjalistycznej Federacyjnej Republice Jugosławii do jej rozwiązania 28 kwietnia 1992 r., wywołanego secesją republik związkowych.